# Durand (nom de famille)
Pour les articles homonymes, voir Durand.
Cette page présente le nom de famille Durand ainsi que ses variantes.
Durand est un nom de famille.
C'est le septième ou huitième nom de famille le plus porté en France,.

## Étymologie
La plupart des linguistes expliquent Durand par la même racine que le verbe durer. Le nom s'écrivait jadis Durant, qui est encore également une variante graphique.
Il s'agit d'un ancien nom de baptême chrétien signifiant « endurant, obstiné » ou encore « celui qui doit durer » (rappel du dogme de l'éternité de l'âme). Les étymologies par « homme du rang » ou encore par le germanique sont douteuses, étant donné les formes anciennes du type Durandus au IXe siècle et l'absence d'une racine germanique correspondante.
Il existe de nombreux dérivés comme Durandeau, Durandet, Duranteau, Duranton, etc., ainsi que les formes italiennes, corses et niçardes Durante, Duranti.

## Variantes
- Durant
- Durandt

## Popularité
Durand est le cinquième nom de famille le plus porté en France.
En Belgique : le site familienaam.be, se basant sur les données du registre national belge, en recense 582 en 1998.
En France : au début du XXe siècle, on le rencontrait surtout à Paris, dans l'Isère et dans l'Hérault, le Tarn et le Gard.

## Nom de famille
Durand est un nom de famille  notamment porté par :

- Alain Durand (né en 1946), joueur de basket-ball français ;
- Albert Durand
- Alexandre Durand d'Ubraye (1807-1864), gouverneur général de l'Inde française ;
- Anahí Durand (née en 1978), femme politique péruvienne ;
- André Durand (1807-1867), peintre et lithographe français ;
- Angèle Durand (1925-2001), chanteuse belge ;
- Anne-Marie Durand-Wever (1889-1970), médecin allemande ;
- Antoine Durand  ;
- Antoine Durand de Corbiac (1777-1842), homme politique français ;
- Antoine Durand-Gauthier (1795-1859), homme politique français ;
- Antonin Durand (1840-1928), architecte français ;
- Auguste Durand  ;
- Auguste Durand-Rosé (1887-1962), artiste peintre français ;
- Benoît Durand, journaliste français ;
- Bruno Durand (1890-1975), poète français ;
- Camille Durand  ;
- Catherine Durand (1670-1736), romancière française ;
- Catherine Durand (née en 1971), chanteuse québécoise ;
- Catherine Durand-Henriquet (née en 1955), cavalière française ;
- Célyne Durand (née en 1983), actrice et présentatrice de télévision française ;
- Charles Durand  ;
- Charles Alexandre Léon Durand de Linois (1761-1848), marin français ;
- Charles-Étienne Durand (1762-1840), ingénieur des ponts et chaussées et architecte départemental du Gard ;
- Charles Eugène Durand de Villers (1816-1893), général de brigade français ;
- Charles Louis Maxime Durand-Fardel (1815-1899), médecin français ;
- Carole Durand-Laurier, (1966-), internationale française de rugby à XV ;
- Charles Émile Auguste Durand (1837-1917), peintre français ;
- Christophe Durand (né en 1973), pongiste handisport français ;
- Claude Durand  ;
- Clément Durand, syndicaliste français ;
- David Durand (1680-1763), pasteur protestant et écrivain français ;
- Dominique Durand  ;
- Edme-Antoine Durand (1768-1835), marchand et collectionneur français ;
- Édouard Durand (né en 1975) juge français pour enfants, spécialisé sur les violences faites aux femmes, faites aux enfants ;
- Édouard Joseph Durand (1832-1981), missionnaire français ;
- Émile Durand  ;
- Élie Magloire Durand (1794-1873), pharmacien et botaniste français ;
- Esther Durand (né en 1981), boxeuse française ;
- Estienne Durand (vers 1586-1618), poète ;
- Étienne Durand (1729-1799), homme politique français ;
- François Durand  ;
- François-Michel Durand de Distroff (1714-1778), diplomate et agent secret français ;
- François Benoit Durand (1765-1852), homme politique français ;
- François Durand-Dastès (1931-2021), un géographe français, spécialiste de l'Inde
- François Durand de Tichemont (1765-1852), un député français, actif sous la Restauration
- François Durand-Béchet (1886-1959), un homme politique français
- François Germer-Durand (1843-1906), architecte français ;
- François Marie Durand (1741-1794), général de brigade français ;
- Frédéric Durand  ;
- Georges Durand  ;
- Georges Durand d'Elecourt (1781-1859), homme politique français ;
- Georges Durand-Viel (1875-1959), officier de marine français ;
- Gervais-Maximilien Durand, ébéniste français du XIXe siècle ;
- Gilbert Durand (1921-2012), universitaire français connu pour ses travaux sur l'imaginaire et la mythologie ;
- Ginette Durand (1929-2018), gymnaste artistique française ;
- Godefroy Durand (1832-1896), illustrateur et dessinateur français ;
- Grégory Durand, (né en 1977), patineur de vitesse sur piste courte français ;
- Guillaume Durand  ;
- Guillaume Durand de Saint-Pourçain (1270-1334), philosophe, théologien, juriste français ;
- Guy Sioui Durand (1952-), sociologue de l'art québécois ;
- Henry Durand-Davray (1873-1944), traducteur et critique littéraire français ;
- Henry Marion Durand (1812-1871), officier et explorateur britannique ;
- Hippolyte Durand (1801-1882), architecte ;
- Hippolyte Baudel Durand (1805-1861) homme politique français ;
- Hippolyte Durand-Gasselin (1806-1888), architecte français ;
- Jacky Durand (1962-), journaliste français ;
- Jacky Durand (né en 1967), coureur cycliste français ;
- Jacques Durand  ;
- Jacques-François-Hippolyte Durand (1768-1852), homme politique français ;
- Jannic Durand, directeur du Département des objets d'art du Musée du Louvre ;
- Jean-Baptiste Durand (1843-1902), homme politique français ;
- Jean-Baptiste Henri Durand-Brager (1814-1879), peintre, graveur, illustrateur et photographe de guerre français ;
- Jean-Baptiste-Léonard Durand (1742-1812), administrateur français, ancien directeur de la Compagnie du Sénégal ;
- Jean-Claude Durand  ;
- Jean-Eugène Durand (1845-1926), photographe, spécialisé dans les clichés de monuments historiques ;
- Jean-Henri Durand (1900-1944), résistant français du réseau Alliance pendant la Seconde Guerre mondiale ;
- Jean-Marie Durand  ;
- Jean Nicolas Louis Durand (1760-1834), architecte, un pionnier de la maison modulaire ;
- Jean-Pierre Durand  ;
- Jean-Philippe Durand (né en 1960), ancien footballeur international français ;
- Joachim Durand (1903-1993), écrivain et haut fonctionnaire français ;
- Johann Durand (né en 1981), footballeur français ;
- Joseph Durand (1849-1925), homme politique français ;
- Joseph-Pierre Durand de Gros (1826-1901), physiologiste français ;
- Jules Durand (1880-1926), syndicaliste français ;
- Julie Durand, comédienne et réalisatrice française ;
- Julien Durand (1874-1973), député du Doubs ;
- Julien-Marie Durand (1904-1970) abbé, résistant, archéologue et préhistorien en Ariège ;
- Justin Durand (1798-1889), homme politique français ;
- Kevin Durand (1974-), acteur canadien ;
- Léon Durand  ;
- Loup Durand (1933-1995), écrivain français ;
- Luc Durand  ;
- Ludovic Durand (1832-1905), sculpteur et photographe français ;
- Luigi Durand de la Penne (1838-1921), général et homme politique sarde, puis italien ;
- Luigi Durand de la Penne (1914-1992), nageur de combat et homme politique italien ;
- Manon Durand  ;
- Marie Durand (1711-1776), martyre protestante ardéchoise ;
- Marie-Auguste Durand (1830-1909), compositeur et éditeur de musique français ;
- Maxime Durand-Fardel (1815-1899), médecin et voyageur français ;
- Maxime Durand (1863-1900), consul de France à Johannesburg, fils du sculpteur Ludovic Durand ;
- Maxime Durand (1885-1966), religieux et personnalité politique de la Vallée d'Aoste ;
- Maximilien Durand, directeur du Musée des Tissus et des Arts décoratifs de Lyon ;
- Michel Durand  ;
- Mortimer Durand (1850-1926), diplomate et administrateur colonial britannique ; furent nommés d'après lui : 
  - la ligne Durand, la frontière séparant l'Inde britannique de l'Afghanistan ;
  - la Durand Cup, une compétition de football en Inde existant depuis 1888 ;
- Nicolas Durand  ;
- Nicolas Durand de Villegagnon (1510-1571), militaire et explorateur français ;
- Nicolas Durand-Zouky, scénariste de télévision français ;
- Omara Durand, athlète paralympique cubaine ;
- Oswald Durand (1840-1906), poète haïtien ;
- Oswald Durand (1888-1982), administrateur colonial français ;
- Pascal Durand (né en 1960), homme politique français ;
- Paul Durand  ;
- Paul Durand-Ruel (1831-1922), marchand d'art français ;
- Peter Durand (1766-1822), inventeur anglais de la boîte de conserve ;
- Philippe Durand (1932-2007), critique de cinéma et réalisateur français ;
- Pierre Durand  ;
- Pierre-Toussaint Durand de Maillane (1729-1814), avocat, magistrat et homme politique français ;
- Raymond Durand  ;
- Régis Durand  ;
- René Durand (né en 1948), scénariste de bande dessinée français ;
- Solène Durand (née en 1994), footballeuse française ;
- Thomas Durand  ;
- Thomas C. Durand, un écrivain, dramaturge, vidéaste et vulgarisateur français ;
- Valérie Durand (née en 1964), peintre française ;
- William Frederick Durand (en) (1859-1958), ingénieur en mécanique américain ;
- Xavier Durand (né en 1964), dirigeant d’entreprise français ;
- Yohan Durand (né en 1985), athlète français ;
- Yves Durand .

### Famille
- famille Durand de Sartoux, nobles provençaux ;